# Klabonosa watshami
Klabonosa watshami är en stekelart som beskrevs av Boucek 1976. Klabonosa watshami ingår i släktet Klabonosa och familjen puppglanssteklar.
Artens utbredningsområde är:
- Senegal.
- Zimbabwe.

Inga underarter finns listade i Catalogue of Life.